# Bill Dinwiddie
William E. Dinwiddie, detto Bill (15 luglio 1943 – 28 agosto 2023), è stato un cestista statunitense, professionista nella NBA.